# Гайворонська міська територіальна громада
Гайворонська міська громада — територіальна громада в Україні, в Голованівському районі Кіровоградської області. Адміністративний центр — місто Гайворон.
Площа громади — 452,8 км², населення — 25 038 мешканців (2020).

## Населені пункти
У складі громади 1 місто (Гайворон) і 16 сіл:
- Бандурове
- Берестяги
- Бугове
- Вікнина
- Долинівка
- Казавчин
- Мощене
- Переямпіль
- Покровське
- Прогрес
- Садове
- Солгутове
- Соломія
- Тополі
- Хащувате
- Червоне